# Calvera
Calvera (také známá jako 1RXS J141256.0+792204) je zdroj rentgenového záření  v souhvězdí Malého medvěda, identifikovaná v roce 2007 jako izolovaná neutronová hvězda. Tato neutronová hvězda patří mezi nejteplejší a zároveň nejbližší svého druhu k Zemi.

## Objev
Calvera byla objevena v rámci ROSAT (Roentgen Satellite) All-Sky Survey jako rentgenová hvězda a následně potvrzena jako izolovaná neutronová hvězda. Její jméno odkazuje na padoucha ze slavného filmu Sedm statečných, protože jde o osmou neutronovou hvězdu objevenou v okruhu do 500 parseků od Země – sedm předchozích hvězd je známých jako „Sedm statečných“.

## Charakteristiky
Calvera je izolovaná neutronová hvězda, což znamená, že kolem ní neobíhá žádný známý hvězdný nebo planetární společník. Její rotace činí přibližně 59,2 milisekundy, což ji řadí mezi pulsary. Její stáří se odhaduje na přibližně 285 000 let. 
Blízko této neutronové hvězdy se nachází prstenec rádiové emise o průměru téměř jeden stupeň, což by mohlo být její pozůstatkem supernovy.